# Račak
Reçak en albanais et Račak en serbe latin (en serbe cyrillique : Рачак) est une localité du Kosovo située dans la commune/municipalité de Shtime/Štimlje, district de Ferizaj/Uroševac (Kosovo). Selon le recensement kosovar de 2011, elle compte 1 638 habitants.

## Histoire
Dans le village, l'église Saint-Côme-et-Saint-Damien a été construite au XIVe siècle ; avec les vestiges médiévaux situés à proximité, elle est mentionnée par l'Académie serbe des sciences et des arts, et inscrite sur la liste des monuments culturels du Kosovo.
Pendant la Guerre du Kosovo, le 15 janvier 1999, le village a été le théâtre d'un massacre dans lequel 45 Albanais du Kosovo ont trouvé la mort,.

## Démographie

### Évolution historique de la population dans la localité
| 1948 | 1953 | 1961 | 1971  | 1981  | 1991  | 2011  |
| ---- | ---- | ---- | ----- | ----- | ----- | ----- |
| 613  | 675  | 865  | 1 092 | 1 464 | 1 766 | 1 638 |

|  |

### Répartition de la population par nationalités (2011)
En 2011, les Albanais représentaient 99,45 % de la population.